# Bellezze in bicicletta
Bellezze in bicicletta è un film del 1951 diretto da Carlo Campogalliani.

## Trama
Due giovani ed avvenenti ragazze di Roma, Delia e Silvana, che vogliono diventare ballerine della compagnia di Totò, si dirigono verso Milano, venendo così coinvolte in una serie di peripezie. Mentre sono in viaggio sulla Via Cassia (allora non esisteva ancora l'Autostrada del Sole), il pullman su cui si trovano viene fermato a causa di uno sciopero degli autoferrotramvieri e sono dunque costrette a scendere rifugiandosi presso un contadino vicino Acquapendente, ma l'atmosfera losca della casa le induce a fuggire. Arrivati ad Acquapendente vengono a sapere che la compagnia di Totò fa tappa in un paesino non molto distante di nome Vetrollo (nome fittizio). Raggiunto Vetrollo si dirigono al teatro dove si annuncia la serata con Totò, ma in realtà si tratta di una truffa perché chi si esibisce è solo un sosia del comico napoletano. L'inganno viene scoperto e le due giovani, ancora con i succinti costumi di scena, devono di nuovo darsi ad una fuga precipitosa.
Arrivano così davanti ad una caserma dove, blandendo l'ingenua sentinella Pinozzo, trovano riparo per la notte, ma la mattina dopo sono scambiate per reclute. Dovranno nuovamente darsi alla fuga, stavolta in bicicletta, sino ad un paese dove incontrano Giulio. Alla sera si fermano in un albergo, ma qui vengono raggiunte da Aroldo, il fidanzato di Delia, che vuole riportarla a casa. Le ragazze scappano e si fermano in una villa abbandonata, dove incontrano due ladri paurosi, che esse mettono in fuga fingendosi fantasmi.

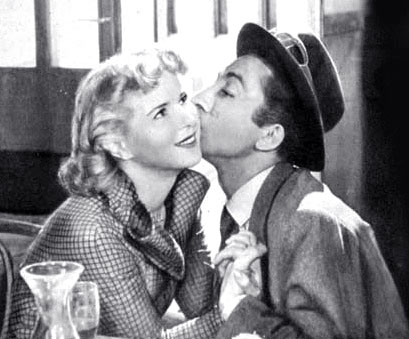
Delia Scala e Aroldo Tieri

Giungono finalmente a Bologna, dove apprendono che nel frattempo la compagnia di Totò è stata sciolta. Decidono allora di iscriversi ad una gara ciclistica femminile con arrivo a Milano, ma non essendo allenate restano indietro. Incontrano di nuovo il soldato Pinozzo che dà loro un passaggio su un camion militare sino all'arrivo. Vincono così la gara ed il premio di milione di lire più un corredo matrimoniale. Delia potrà così sposare Aroldo, mentre Silvana si unirà con Giulio. Sarà quindi il duplice matrimonio, e non un lavoro da ballerine, a concludere la loro avventura.

## Il successo commerciale
Il film ebbe un ottimo successo al botteghino, incassando circa 400 milioni di lire. In tal modo Bellezze in bicicletta si classificò intorno al 10º posto tra i 120 film italiani prodotti nel 1951, anno in cui i primi posti della classifica furono occupati dai “melò” di Raffaello Matarazzo, lasciando indietro opere molto più “titolate”, ad esempio Stromboli (Terra di Dio) di Rossellini, che non superò il 20º posto.

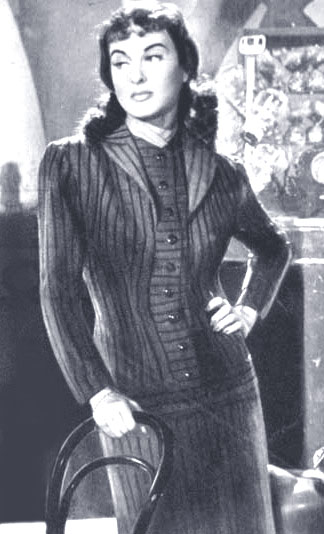
Silvana Pampanini in una scena del film

«Bellezze in bicicletta – ha ricordato la Pampanini - ottenne un successo clamoroso. Non si aspirava a nessun modello particolare, era una via di mezzo tra il commerciale ed il divertente, tenuti su da un certo tono. Piacque perché c'era dentro di tutto, lo sport, bellissime ragazze. Tanta allegria, ingenuità, spensieratezza. Costò al produttore solo 250 milioni».
Nel film sono presenti numerosi riferimenti a fatti di cronaca del tempo. Tra questi: si cita un ritaglio di giornale che parla della "nipote del bandito Giuliano", come di una partecipante alla gara ciclistica da Bologna a Milano. Il bandito Giuliano era stato ucciso proprio nel 1950 ,anno in cui fu realizzato il film.

Molte delle ragazze che partecipano alla corsa ciclistica, indossano maglie della “Bianchi”, squadra per la quale proprio all'inizio degli anni '50 correva il "Campionissimo" Fausto Coppi.
Un esito economico così positivo indusse la produzione a proporre l'anno successivo la realizzazione di un "sequel" con il titolo Bellezze in motoscooter. «Rifiutai – ricorda ancora la Pampanini – perché non trovavo giusto ripetere la stessa formula». Il film, realizzato egualmente (con attrici diverse), non ebbe però un analogo riscontro di pubblico, fermandosi a soli 158 milioni di incasso.

## Critica e commenti

### I giudizi contemporanei
«Filmetto di tutto riposo - scrisse La Stampa, rimpinzato di equivoci, dilettantesco, in cui prevalgono la barzelletta e la smorfia». Analogo, anche se più articolato, il giudizio del Corriere della Sera che definì il film «uno dei tanti che combinano comicità maschile e gambe femminili, secondo una formula che non dà luogo ad alcun rilievo in sede di giudizio d'arte. Attendersi che pellicole simili esprimano un concetto è come aspettarsi che un gatto ruggisca».

Meno severo e più benevolo il giudizio di Ettore Fecchi: «Se tutto il film si fosse mantenuto sullo stesso ritmo del primo tempo, sarebbe stato un piccolo capolavoro. Ci sono brio ed una ricerca intelligente di "gags" che non abbiamo riscontrato in altre pellicole; c'è una logica il che, anche per un film brillante, è indubbiamente un pregio. Ci sono due giovani attrici che hanno dato veramente prova di maturità....»

### I commenti successivi
A distanza di anni il film, giudicato in prospettiva rispetto al periodo in cui fu prodotto, fu rivalutato con giudizi di maggiore simpatia. «Una delle commedie più ariose dell'epoca - ha scritto Enrico Giacovelli, che testimonia con il suo successo di pubblico una formula vincente di quegli anni: i film di attrici, o di canzoni, con partecipazioni speciali di comici maschi. Sono gli anni dei film di varietà, che vorrebbero cantarne le luci ed invece ne evidenziano le ombre».
«Le biciclette di Desichiana memoria – ha osservato Gianni Canova mettendo in relazione l'evolversi del cinema con quello delle condizioni sociali - sembrano appartenere già ad un altro tempo. Le aspiranti ballerine Delia e Silvana ricorrono ad esse per inseguire il loro sogno di fama e successo. L'anno dopo la due ruote è già sostituita dallo scooter. L'animazione frenetica e la deambulazione frammentata del racconto riflettono l'eccitazione di un corpo sociale».
Nello «spirito di «improvvisazione indiavolata» di Bellezze in bicicletta un posto particolare fu occupato tra gli interpreti anche da Carlo Croccolo che nel 1951 apparve in ben 9 pellicole, con una continua riproposizione dei suoi personaggi macchiettistici da parte delle produzioni in base a quella che Spinazzola ha definito una politica da «limone spremuto».